# Orły Małe
Orły Małe (biał. Малыя Арлы; ros. Малые Орлы) – wieś na Białorusi, w obwodzie brzeskim, w rejonie stolińskim, w sielsowiecie Ladec, nad Wietlicą.
W dwudziestoleciu międzywojennym leżały w Polsce, w województwie poleskim, w powiecie stolińskim, do 18 kwietnia 1928 w gminie Płotnica, następnie w gminie Chorsk. Po II wojnie światowej w granicach Związku Sowieckiego. Od 1991 w niepodległej Białorusi.